# André-Jean Voelke
André-Jean Voelke, né le 17 décembre 1925 à Trogen et mort le 25 août 1991, est un philosophe, historien et helléniste suisse.

## Biographie
Professeur à l'Université de Lausanne, il y obtient son doctorat en 1960 et y commence sa carrière d'enseignant à partir de 1961, et ce, jusqu'en 1991.
Ses travaux portent pour la plus grande part sur l'Antiquité grecque, notamment sur le stoïcisme et le scepticisme.

## Œuvres
- L'idée de volonté dans le stoïcisme, Presses Universitaires de France, coll. « Bibliothèque de Philosophie contemporaine », Paris, 1973.
- avec Daniel Christoff, Pierre Javet & Gabriel Widmer, La Philosophie dans la Haute Ecole de Lausanne. 1542-1955, coll. « Archives et documentation UNIL », 1987[3].
- La philosophie comme thérapie de l'âme. Études de philosophie hellénistique, préface de Pierre Hadot, Éditions Universitaires de Fribourg & Éditions du Cerf, coll. « Pensée antique et médiévale », 1993  (ISBN 2-8271-0632-9).
- Les rapports avec autrui dans la philosophie grecque d'Aristote à Panétius, Vrin, coll. « Bibliothèque d'Histoire de la Philosophie », 1961  (ISBN 978-2-7116-4170-3).